# Arca Continental
Arca Continental, S.A.B. de C.V., também conhecido como Arca Continental, é um fábrica de bebidas mexicana e companhia de distribuição com sede em Monterrey, México. Fabrica bebidas macias das marcas possuídas ou autorizados pelo Coca-Bicha Companhia em México Do norte e Ocidental, Equador, Peru, Argentina Do norte, e do sudoeste Estados Unidos. É o segundo-maior Coca-Bicha embotelladora em Latinoamérica e o terceiro maior no mundo.